# Kathedraal van doornen

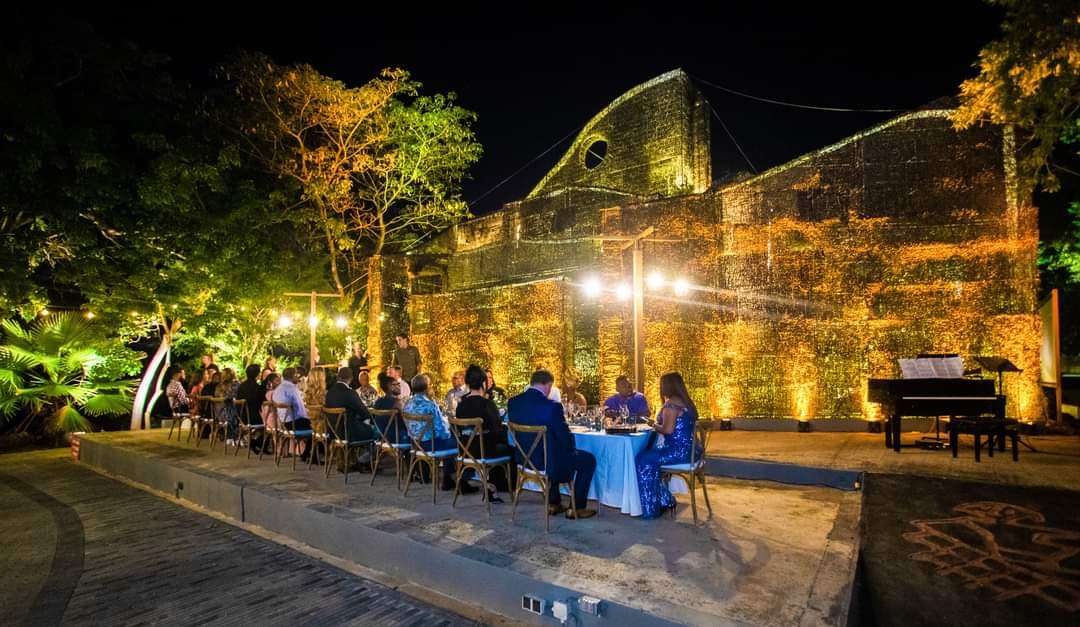
Bezoek van de koninklijke familie aan de Kathedraal van doornen, februari 2023

De Kathedraal van doornen is een kunstwerk in Willemstad (Curaçao) van Herman van Bergen. Ondertitel van het werk is Ode aan de vrije geest. Het is tevens een ode aan de oorspronkelijke bewoners van Curaçao, de Caquetios.
De kathedraal staat in de tuin van Landhuis Bloemhof op de fundering van het voormalige huis van beeldhouwer May Henriquez, is tien meter hoog en bestrijkt vierhonderd vierkante meter. Hij is opgebouwd uit dertig miljoen doornenstruiken van de Vachellia tortuosa, lokaal bekend als sumpiña, die zijn aangebracht op een metalen skelet, naar de gelijkenis van de rotsformatie El Indjan nabij Sint Willibrordus. Het is een verlicht labyrint waar men doorheen kan lopen en waarin symbolen van verschillende religies zijn verwerkt. De muren hebben nissen waarin hedendaagse kunstvoorwerpen hangen, de voorkant fungeert als openluchttheater.
De ontwerper, Herman van Bergen, heeft acht jaar gewerkt aan de bouw, die werd gerealiseerd door achttien werkloze jongeren in een leerwerktraject. Zijn echtgenote Daisy Casimiri was een belangrijke drijvende kracht bij de realisering van het project. Het symbolische eerste paneel werd op 15 december 2012 gelegd door Michèle Russel-Capriles, toenmalig voorzitter van de afdeling Nederlandse Antillen en Aruba van het Cultuurfonds. De officiële opening vond plaats op 2 februari 2020.
De kathedraal trok in de eerste maanden na de opening zeshonderd tot duizend bezoekers per dag. Als gevolg van de coronacrisis liep dit aantal terug om te resulteren in totaal 90.000 bezoekers in het eerste jaar. In februari 2021 lanceerde Studio Loos een videoproductie ter gelegenheid van het eenjarig bestaan. Hierin komen verscheidene kunstenaars en andere betrokkenen aan het woord. Vanaf juli 2021 is de kathedraal iedere eerste vrijdag van de maand ook 's avonds open, wanneer de verlichting het kunstwerk nog beter tot zijn recht laat komen.

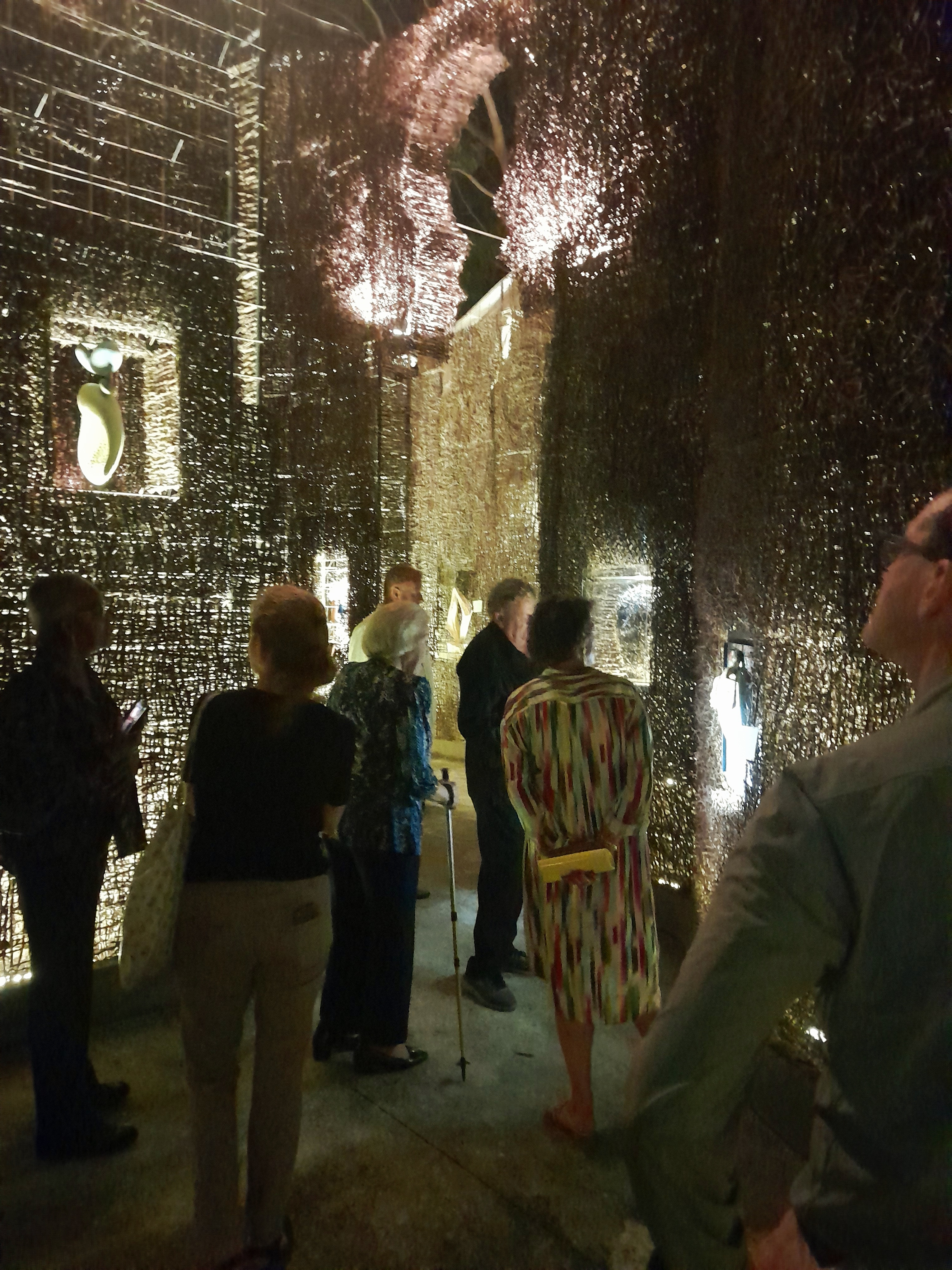
Bezoek van prinses Beatrix, november 2023

In november 2021 bracht prinses Beatrix een bezoek aan de Kathedraal van doornen. Zij gaf te kennen dat zij het een geweldig project vond en er sprakeloos van was, zo mooi. Volgens Ellen Spijkstra zag de prinses ook het belang van het project voor het toerisme en de economie, omdat het toeristen trekt die naast zon, zee en strand ook geïnteresseerd zijn in kunst en cultuur. In februari 2023 dineerden koning Willem Alexander, koningin Máxima en prinses Amalia in de kathedraal ter gelegenheid van hun 21ste trouwdag, samen met 21 Curaçaose uitblinkers. In november 2023 bracht prinses Beatrix opnieuw een bezoek aan de kathedraal.
De ZDF maakte in 2023 een documentaire over de kathedraal.
In februari 2024 omvatte de kathedraal een collectie van meer dan 45 kunstwerken.

## Prijzen
In 2020 won het kunstwerk twee CODAawards: in de categorie Landscape en de People's Choice Award. Het was de eerste keer dat hetzelfde project twee prijzen won. CODA is een Amerikaans platform waarop beeldend kunstenaars, ontwerpers en architecten zich kunnen presenteren.
In 2022 kreeg Herman van Bergen de International Sculpture Center’s Innovator Award toegekend, een erkenning voor "creatieve innovatie van individuen, organisaties of collectieven die nieuwe ideeën ontwikkelen op het gebied van hedendaagse beeldhouwkunst".

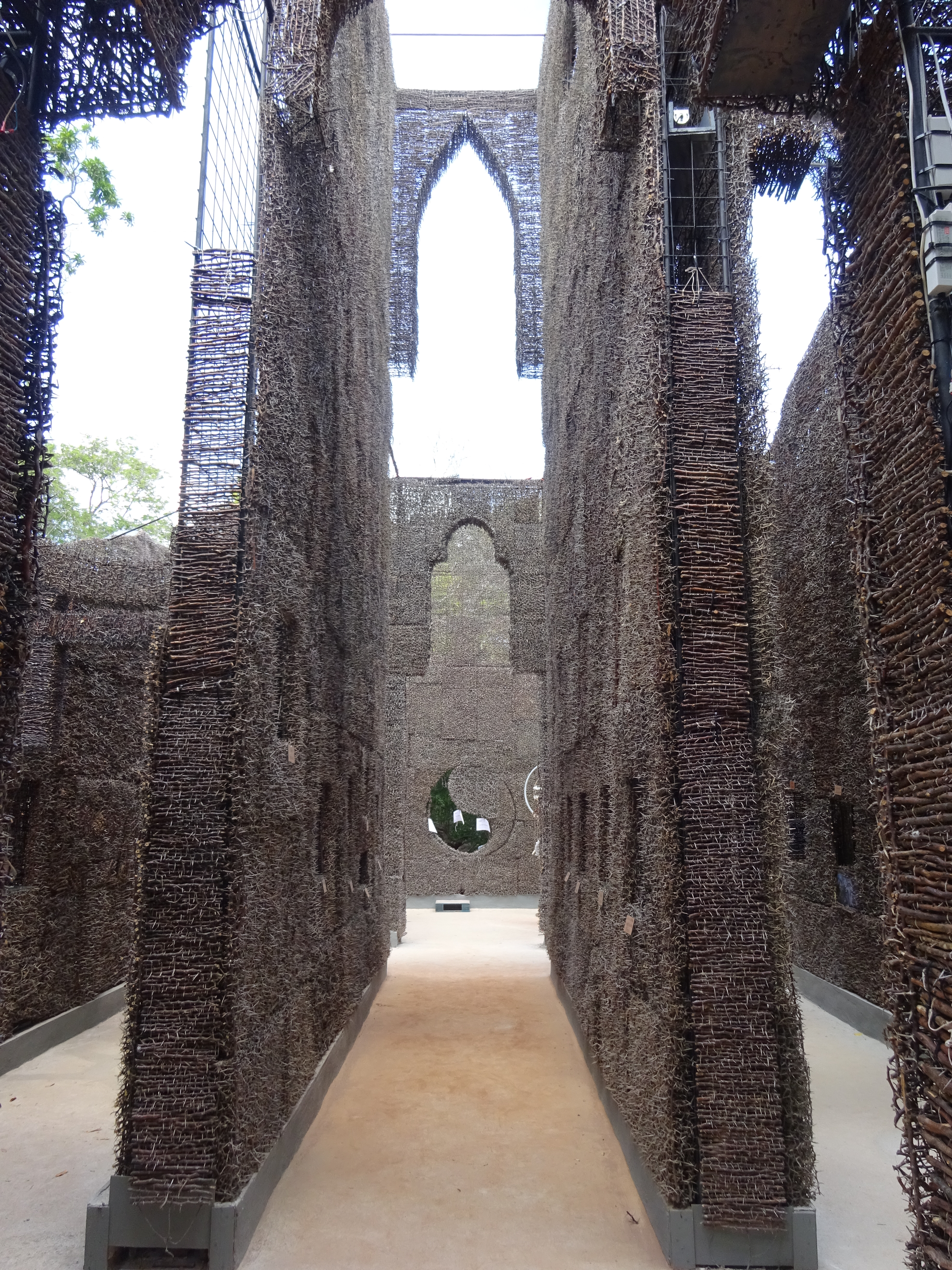
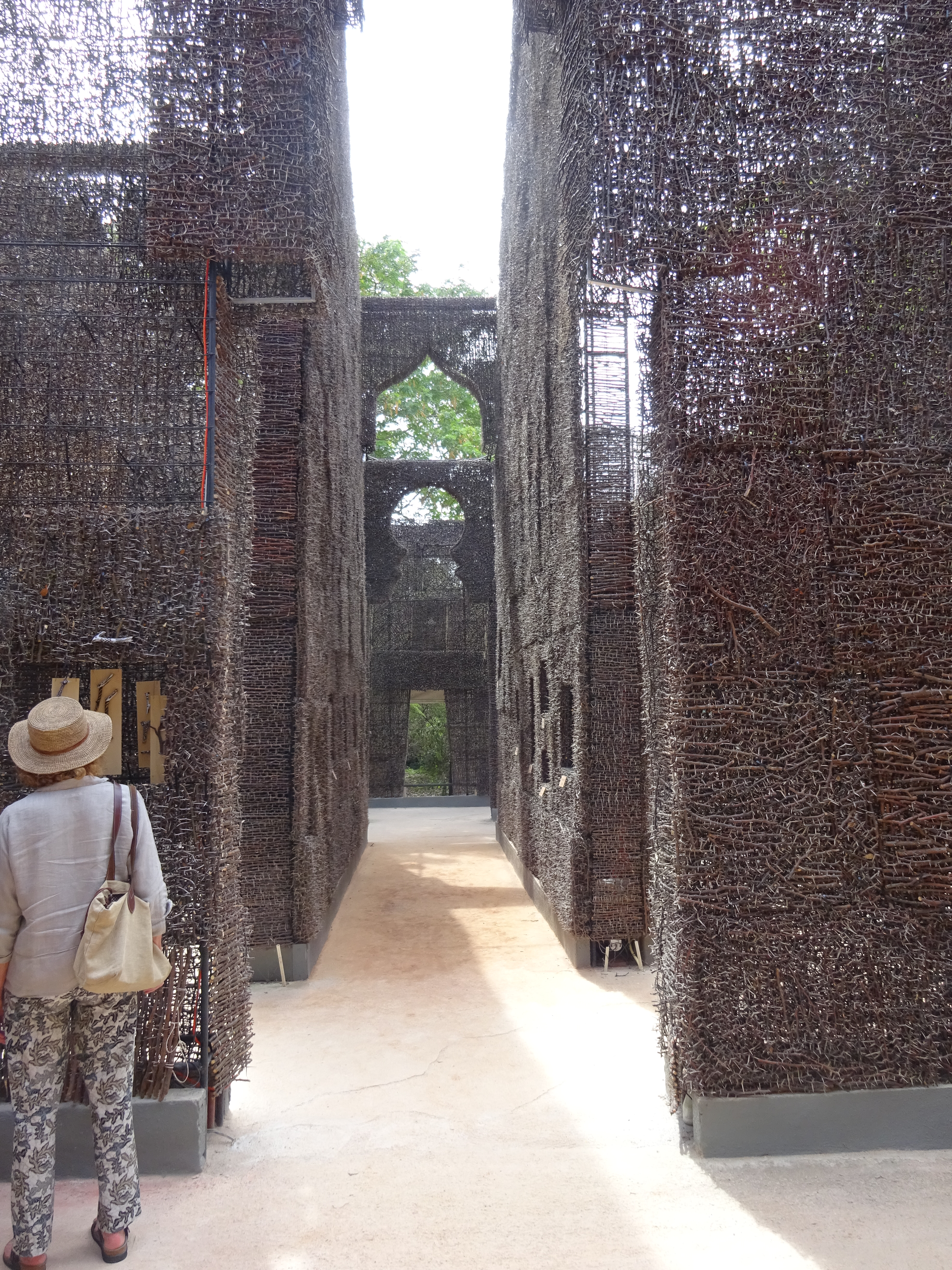
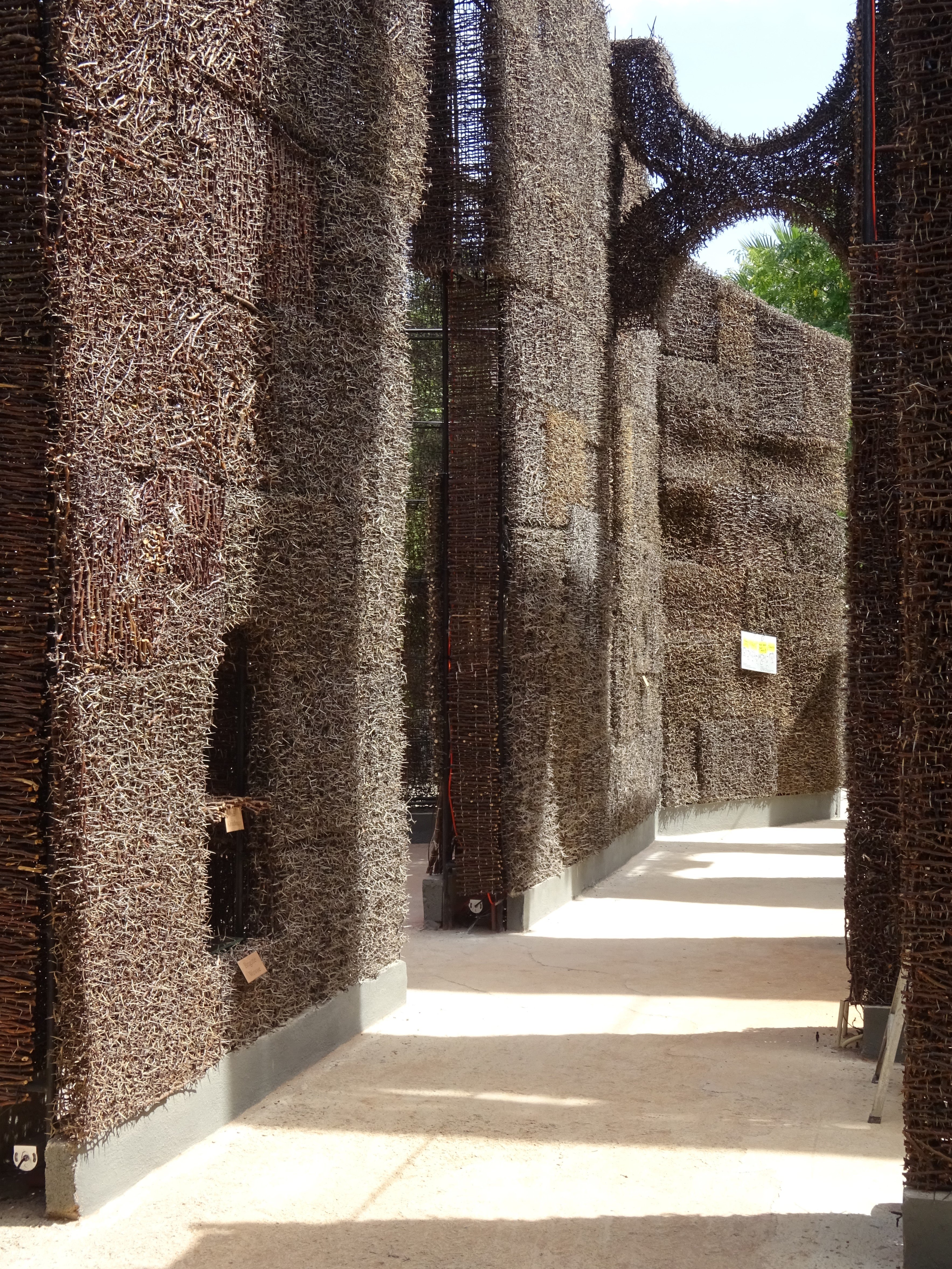
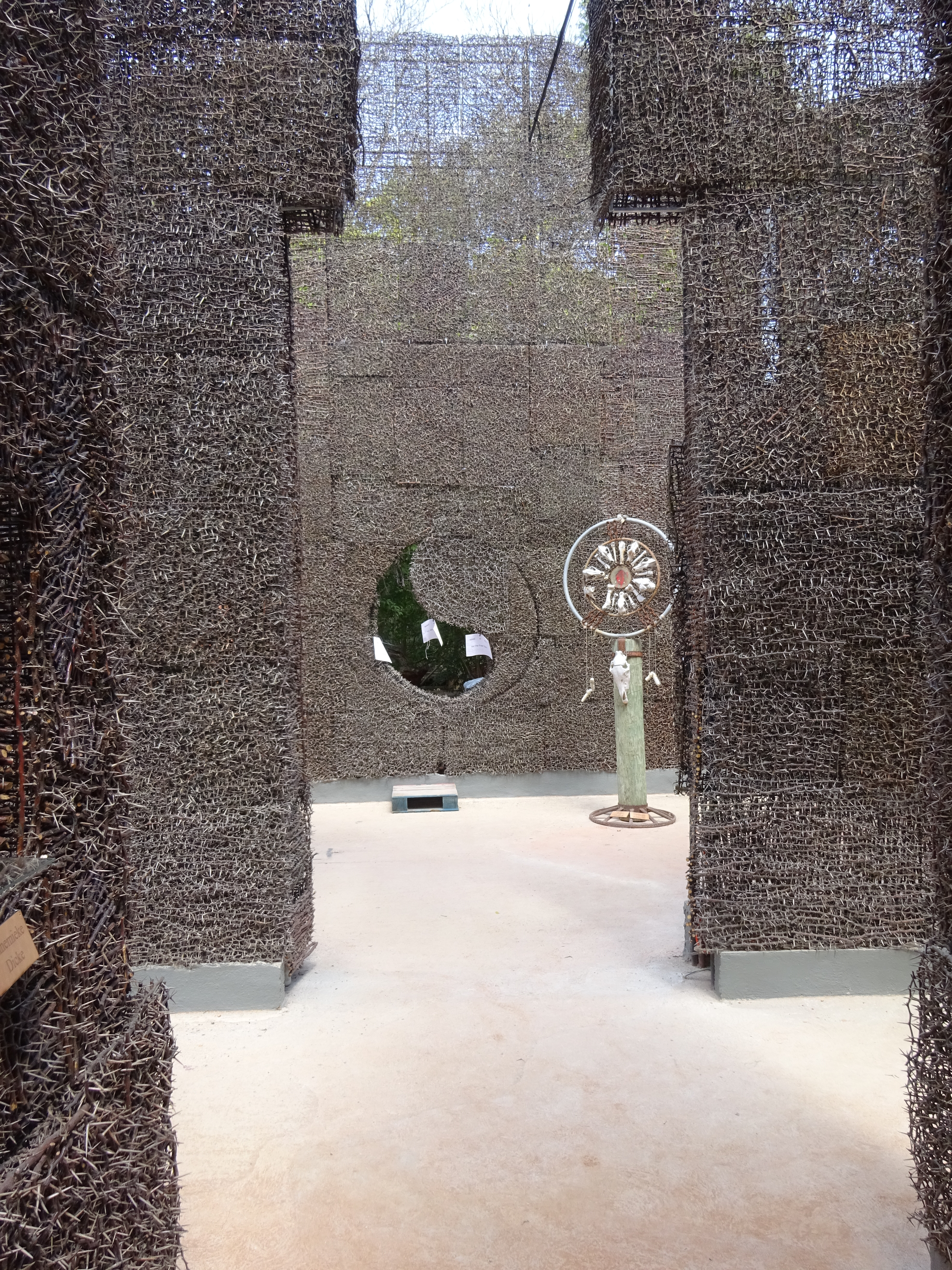
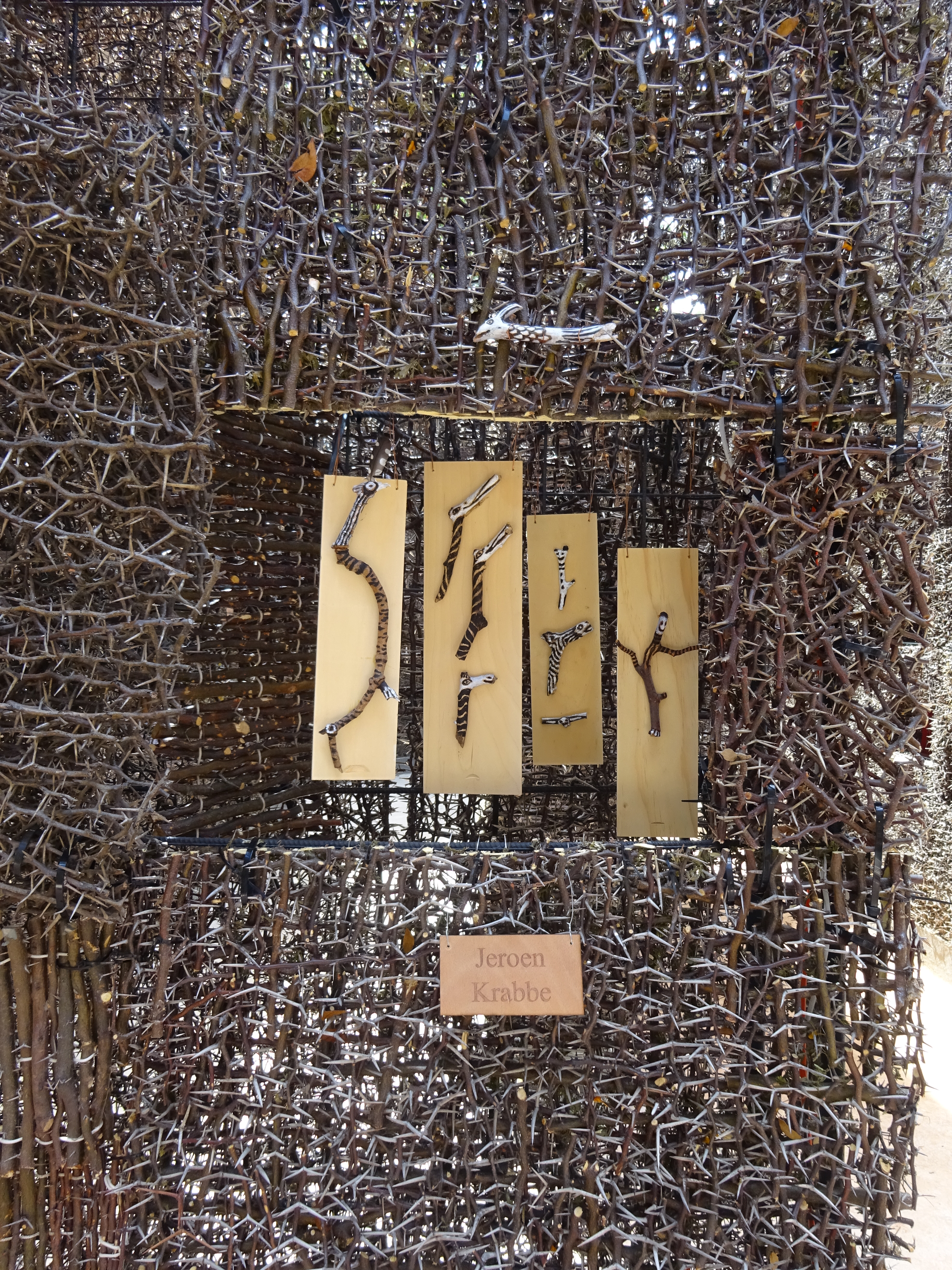
Werk van Jeroen Krabbé
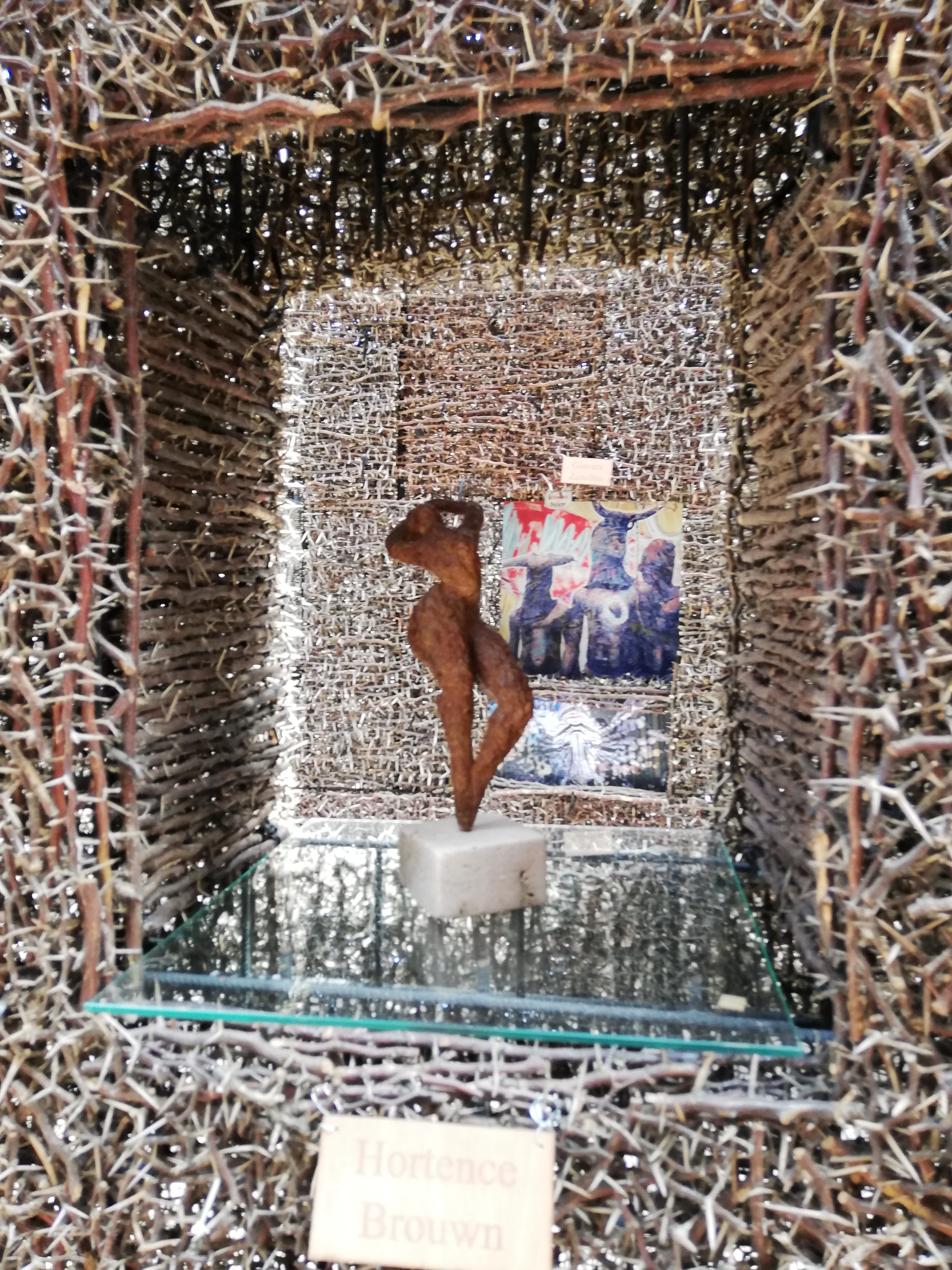
Good morning life van Hortence Brouwn
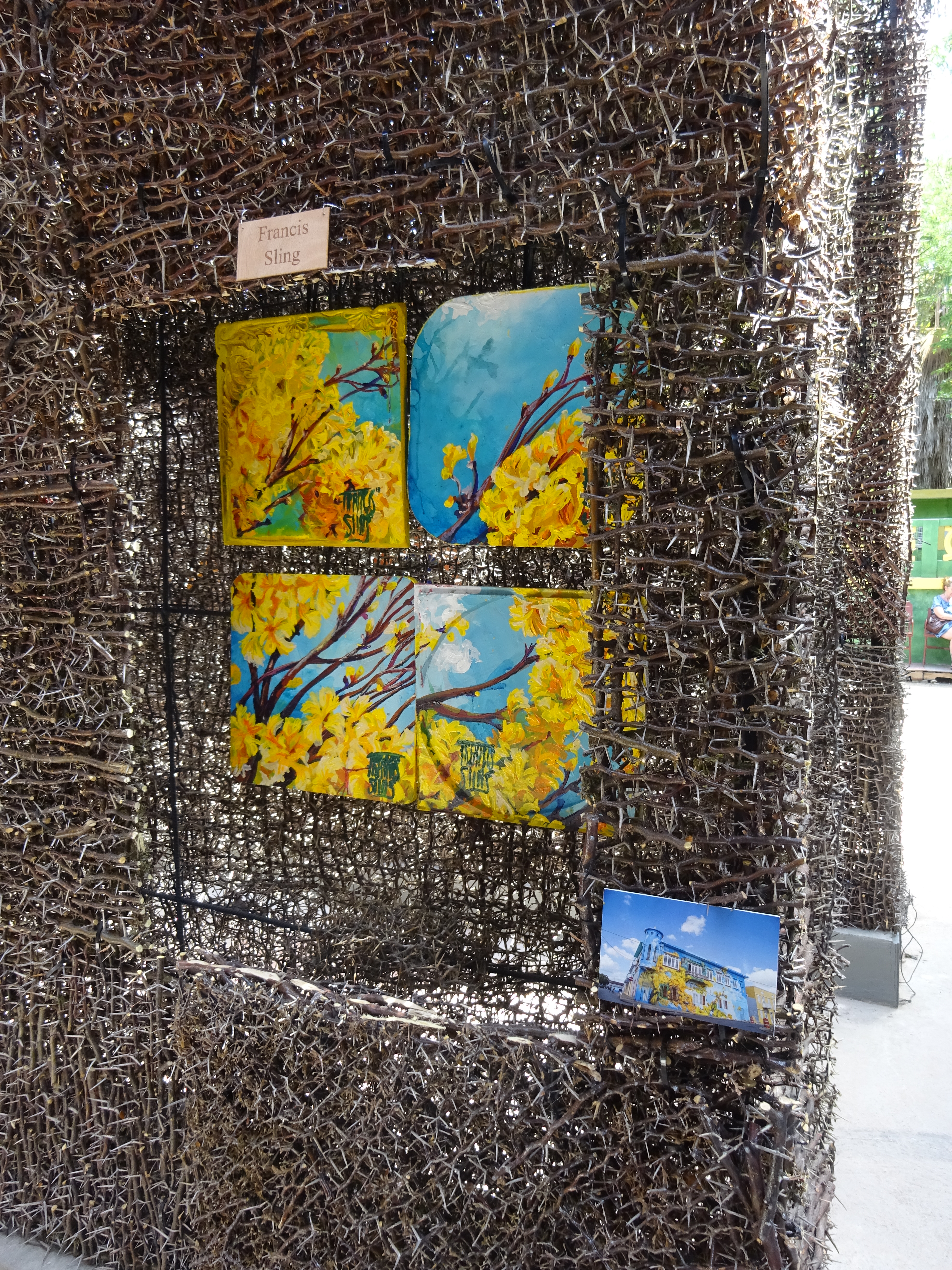
Werk van Francis Sling
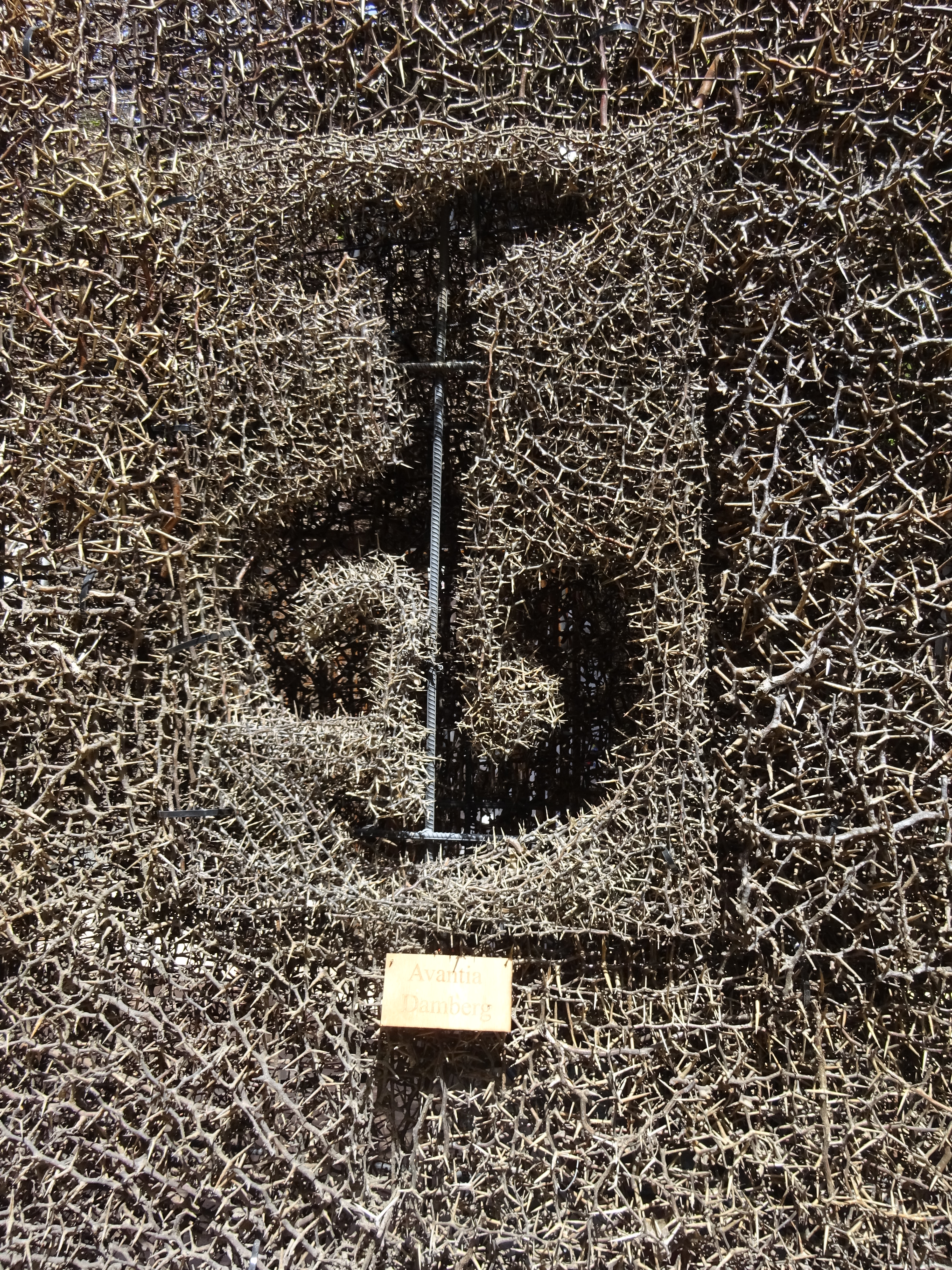
Caiquetios van Avantia Damberg
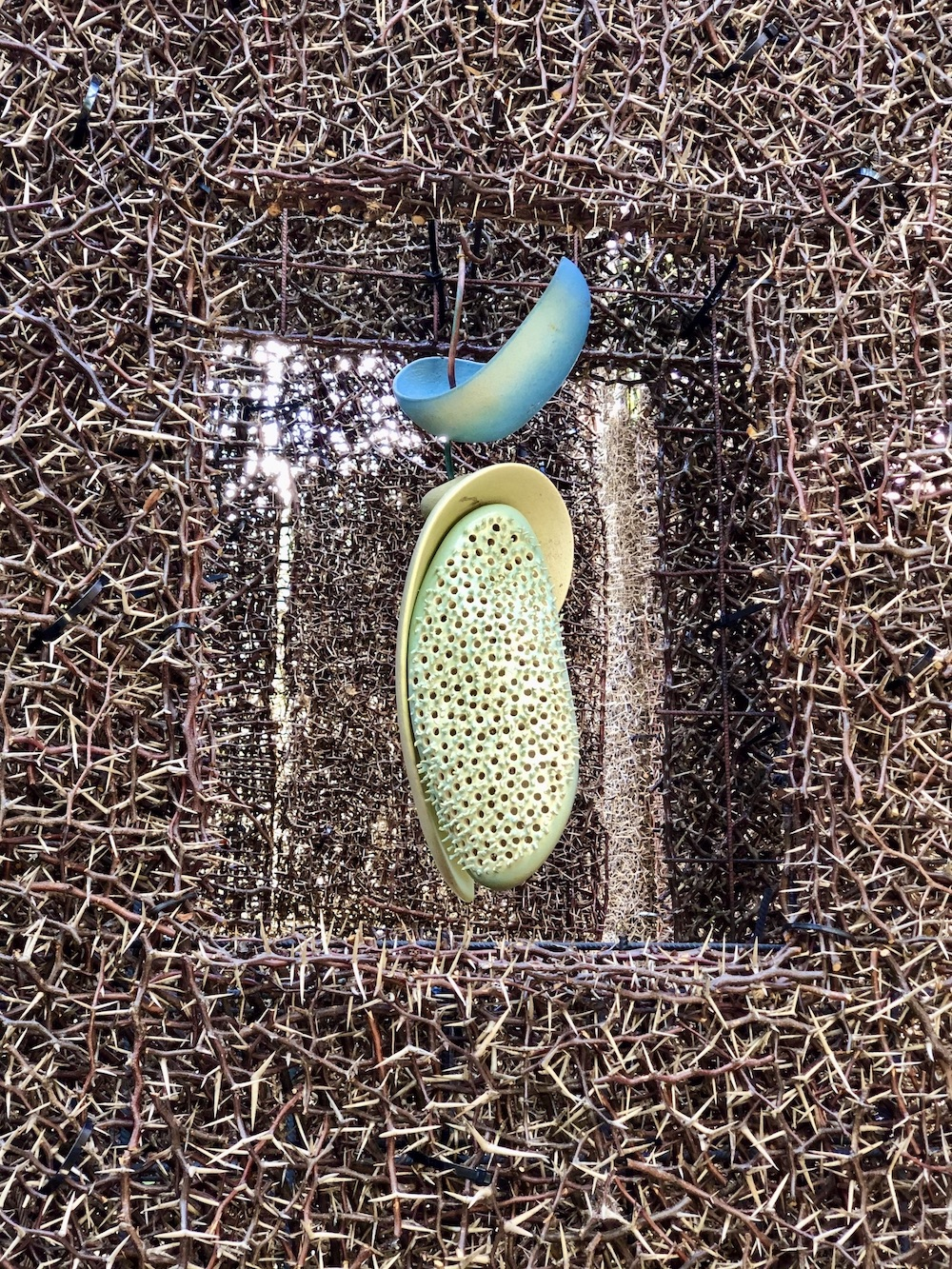
Werk van Ellen Spijkstra
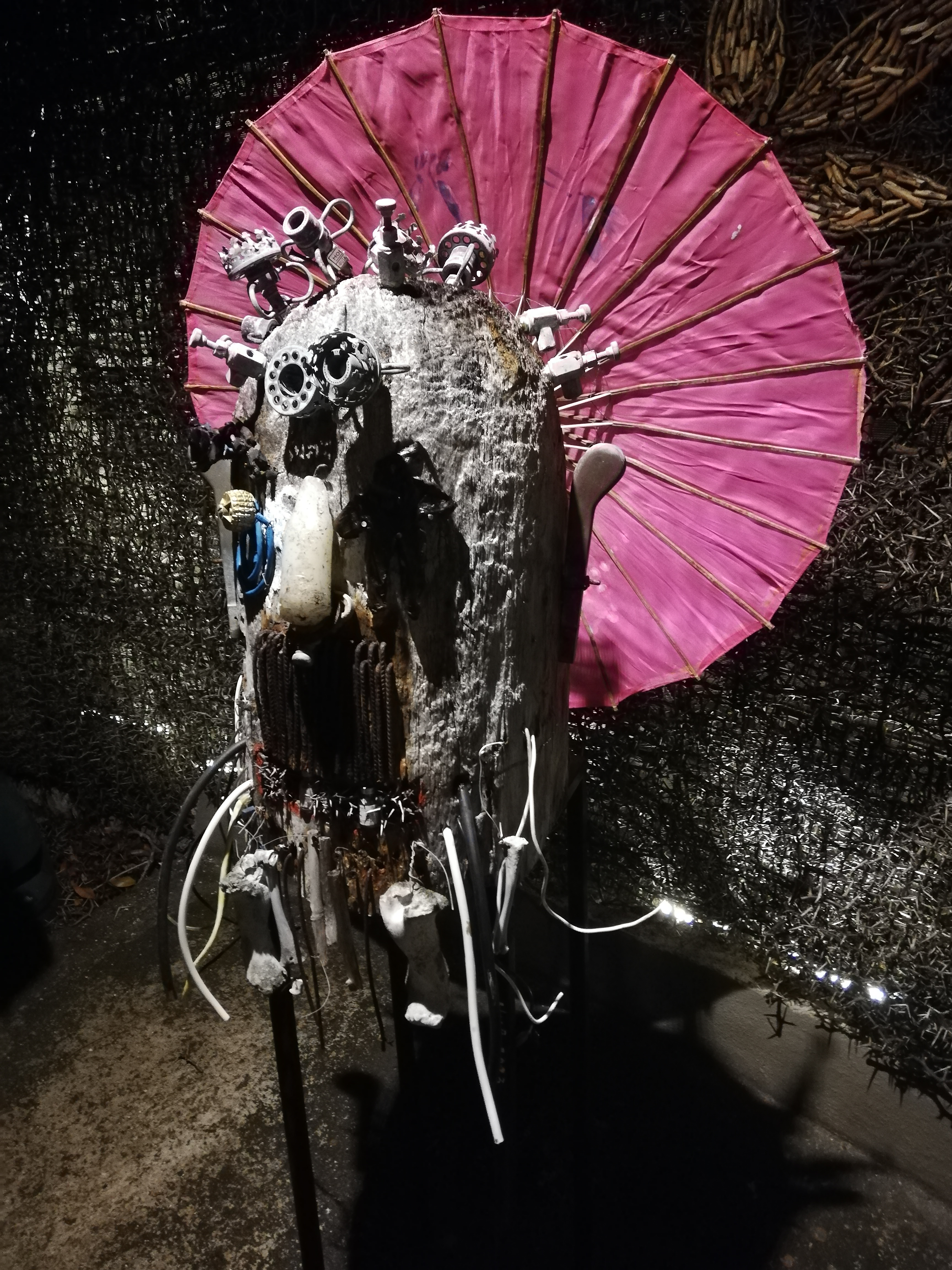
Werk van Herman van Bergen
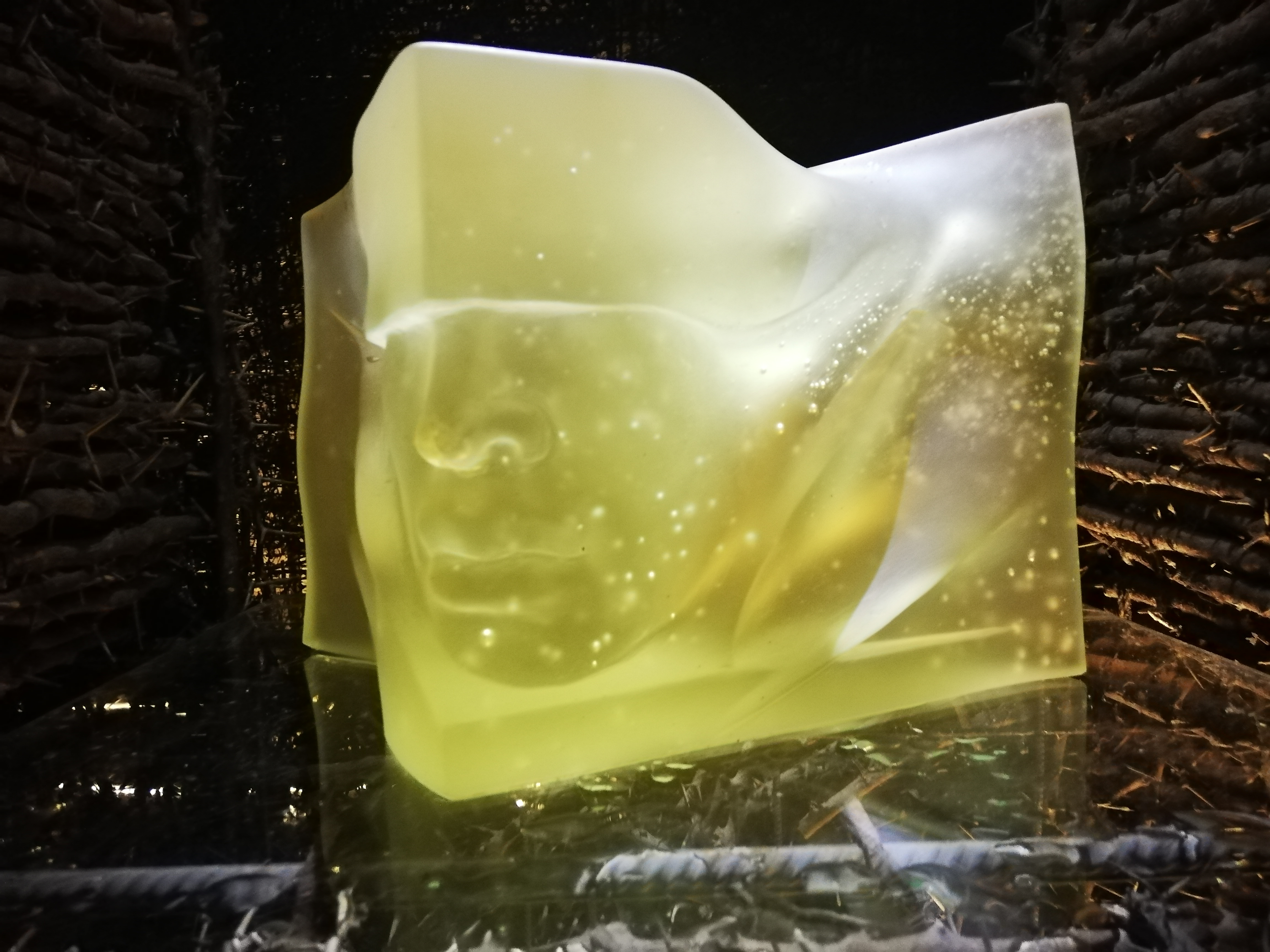
Werk van Eppe de Haan